# Thranduil
Thranduil Oropherion è un personaggio di Arda, l'universo immaginario fantasy creato dallo scrittore inglese J. R. R. Tolkien. Compare con un ruolo secondario nel romanzo Lo Hobbit, mentre viene nominato ne Il Signore degli Anelli, nelle appendici, e nei Racconti incompiuti. È un Elfo Sindarin, re degli Elfi Silvani del Bosco Atro ed è il padre di Legolas, uno dei protagonisti de Il Signore degli Anelli. Ne Lo Hobbit è colui che imprigiona i nani protagonisti durante il viaggio verso Erebor, per riconquistare il tesoro posseduto dal drago Smaug.
Nelle altre opere, Thranduil viene citato nei Racconti incompiuti, nei quali vengono aggiunti dettagli sulla sua origine e alcuni fatti antecedenti la trama de Il Signore degli Anelli. Viene menzionato brevemente anche in quest'ultima opera, soprattutto nelle appendici, dove vengono aggiunti dettagli sul ruolo del personaggio durante la Guerra dell'Anello.

## Nome
Ne Lo Hobbit è nominato solo come "Re degli Elfi di Bosco Atro", mentre viene più volte citato per nome ne Il Signore degli Anelli.

## Storia

### Racconti incompiuti

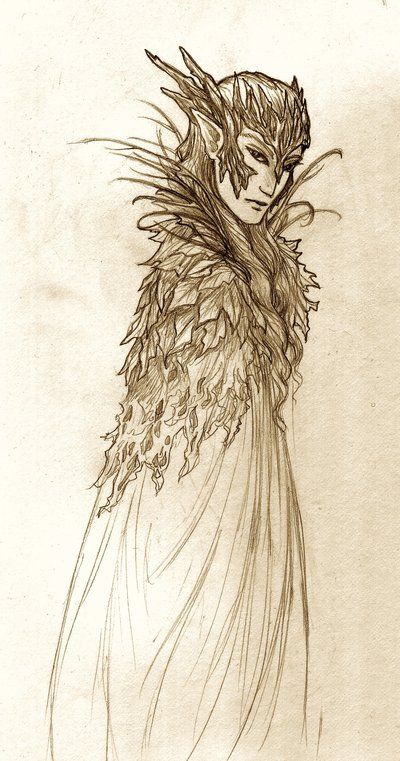
Fan art di Thranduil.

Le notizie riguardo al passato di Thranduil provengono da i Racconti incompiuti.
Thranduil era l'unico figlio di Oropher, re degli Elfi Silvani di Boscoverde il Grande (divenuto poi Bosco Atro). Egli era però un Sindar, e nel capitolo ambientato a Lórien Celeborn accenna a Legolas riguardo una loro parentela, quindi implicitamente a un legame famigliare con Thingol del Doriath, zio di Celeborn. Durante l'Ultima Alleanza, Thranduil si unì a suo padre Oropher e ad un esercito di Elfi Silvani, per contrastare le truppe di Sauron a Dagorlad. Qui, Oropher venne ucciso dagli Orchi, mentre Thranduil, nel frattempo divenuto il nuovo re dei Silvani, sopravvisse e ritornò nella sua terra natale con meno di un terzo dell'esercito con cui era partito, poiché gli elfi silvani avevano armi ed armature fragili in confronto ai Noldor e ai Dùnedain, più facilmente frangibili dalle pesanti armi degli Orchi.
La morte del padre e le pesanti perdite subite dal suo popolo nella guerra, unite al ricordo dell'orrore della battaglia di Dagorlad e delle cose terribili viste a Mordor durante l'invasione, indurirono ulteriormente il carattere del Sinda, che divenne sempre più introverso e riflessivo.
Dopo la sconfitta di Sauron per mano di Isildur, nell'assedio di Barad-dûr, Thranduil fu uno dei pochi a capire che l'Oscuro Signore non era stato ucciso e che sarebbe ritornato un giorno.
(J. R. R. Tolkien, Racconti incompiuti)
Dopo un migliaio di anni dalla sconfitta di Sauron, quando Boscoverde il Grande fu minacciato dal potere di Dol Guldur, Thranduil decise di spostare il suo popolo a settentrione e si stabilì nella zona orientale del Bosco Atro dove creò un proprio reame e costruì una fortezza e grandi aule sotterranee, a somiglianza di quelle di Thingol. Prima dell'arrivo dei Nani di Moria e di Smaug nell'Erebor, il regno di Thranduil si estendeva nei boschi che circondavano la Montagna Solitaria e crescevano sulle rive occidentali del Lago Lungo.

### Lo Hobbit
Nel periodo in cui si svolge Lo Hobbit, Thranduil cattura i tredici nani guidati da Thorin Scudodiquercia durante la loro permanenza nel Bosco Atro. Il sovrano li interroga sul loro viaggio e sul perché si siano spinti fino alle sue terre, ma non riceve risposta: così decide di imprigionarli nelle sue prigioni, ma da qui i nani riescono a fuggire grazie all'aiuto dello Hobbit Bilbo Baggins. Thranduil, in seguito, si reca a Dale per aiutare la popolazione dopo l'attacco del drago Smaug. Reclama poi una parte del bottino del drago, ma qui viene ostacolato da Thorin e dagli altri nani. Thranduil e gli uomini della Città del Lago, comandati da Bard l'Arciere, si preparano a muovere guerra ai nani, ma ciò è evitato dall'arrivo degli Orchi. Così gli elfi, i nani e gli uomini si alleano contro gli orchi dando vita alla battaglia dei cinque eserciti, vinta successivamente dai primi. Alla fine del romanzo, Thranduil stringe amicizia con Bilbo, il quale gli dona una collana d'argento del tesoro di Smaug. Thranduil, dunque, ricambia il gesto di Bilbo, nominandolo "amico degli elfi".
Da notare è il fatto che in nessun punto de Lo Hobbit Thranduil viene chiamato per nome, ma Tolkien vi si riferisce usando appellativi quali "Il re degli Elfi" o "Il re degli Elfi dei boschi", questo perché quando Tolkien scrisse Lo Hobbit non aveva ancora né scritto né immaginato di scrivere Il Signore degli Anelli.

### Il Signore degli Anelli
Thranduil non compare ne Il Signore degli Anelli ma viene soltanto nominato. Le informazioni riguardo al suo ruolo nella Guerra dell'Anello si possono trovare all'interno delle appendici.
All'inizio del romanzo, Aragorn cattura Gollum e lo affida a Thranduil. Successivamente, Thranduil viene assalito dalle forze di Sauron provenienti da Dol Guldur e, approfittando dell'occasione, Gollum fugge. Per avvertire Elrond della fuga di Gollum, Thranduil invia suo figlio Legolas a Gran Burrone. Dopo una durissima battaglia, Thranduil vince contro le forze di Sauron e, nel giorno del Capodanno Elfico, si incontra nel cuore del Bosco Atro con Galadriel e Celeborn, che avevano subìto vari attacchi alle loro dimore di Lothlórien, per purificare il Bosco Atro dalle malefatte di Sauron. Thranduil e Celeborn mutano il nome di Bosco Atro in Eryn Lasgalen, il Bosco dei Fogliverdi. Dopodiché, Thranduil estende il suo regno a tutte le regioni settentrionali, sino alle montagne che si ergono nella foresta.

## Personaggio

### Aspetto
Thranduil è un personaggio ricorrente ne Lo Hobbit che prima ostacola i protagonisti e poi, successivamente combatte al loro fianco nella battaglia dei cinque eserciti contro gli Orchi. Del suo aspetto si apprende solo che aveva capelli biondi e che, al tempo del romanzo, in autunno, indossava «una corona di bacche e di foglie rosse», mentre in primavera preferiva portarne una di «fiori di bosco». Tolkien descrive anche che il personaggio aveva con sé «uno scettro di quercia intagliata».

### Personalità
Del suo carattere viene rimarcata una sorta di debolezza per i tesori, specialmente per l'argento e per le gemme bianche. Inoltre, nonostante la sua riserva sia abbondante, egli è sempre avido di arricchirla, perché capisce che il suo tesoro non è così grande come quello di altri signori elfici del passato. Inoltre, del suo carattere viene anche rimarcato un odio profondo verso i Nani; Thranduil, infatti, afferma che questi, in passato, rubarono dal suo tesoro. Inoltre, contemporaneamente, sono da ricercare le cause nell'antico risentimento tra Nani ed Elfi. Nato, nella Prima Era, a causa del fatto che un gruppo di Nani di Nogrod uccise a Menegroth il Re degli Elfi Sindar, Thingol, dopo che lui si rifiutò di concedere loro compenso per il lavoro prestato per incastonare nella Nauglamír uno dei Silmaril, perché aveva letto nei loro cuori l'avidità di possedere i gioielli e mosso da collera con parole ingiuriose e orgogliose li cacciò decretando così la sua fine. Gli Elfi vendicarono il re ma poi Menegroth e il Doriath furono assaliti e saccheggiati da un esercito di Nani. Questo è uno dei motivi principali per cui il re degli elfi diffida dei tredici nani capitanati da Thorin Scudodiquercia e dei nani in generale.

## Adattamenti
Thranduil è apparso in molti adattamenti cinematografici e radiofonici de Lo Hobbit. Leonard Fenton ha doppiato Thranduil nell'adattamento radio della BBC The Hobbit (1968) Thranduil compare nel film The Hobbit del 1977, diretto e prodotto da Jules Bass e Arthur Rankin Jr., dov'è doppiato da Otto Preminger. In questa versione, come tutti gli elfi silvani, è raffigurato con la pelle verde e squamosa.
Nella trilogia de Lo Hobbit diretta da Peter Jackson, il ruolo di Thranduil è interpretato da Lee Pace. Doug Jones era considerato tra i possibili attori per la parte, ma Peter Jackson ha dichiarato che Lee Pace era stata la prima scelta della produzione fino agli albori del progetto. Il personaggio e i fatti che lo vedono protagonista sono gli stessi del libro. In Un viaggio inaspettato, all'inizio del prologo, Thranduil decide di non aiutare i nani di Erebor, sconfitti da Smaug, sia per non rischiare l'incolumità dei suoi soldati sia perché memore del furto delle bianche gemme di Lasgalen (appartenenti allo stesso Thranduil) da parte dei nani stessi. Ne La desolazione di Smaug, Thranduil imprigiona i nani nelle sue celle per forzare Thorin a restituirgli proprio le gemme di Lasgalen prima che questi fuggano.
In La battaglia delle cinque armate, guida l'esercito degli Elfi in battaglia e, alla fine di questa, invia suo figlio Legolas al nord per cercare un Dúnadan chiamato Grampasso (ciò è incoerente con gli scritti di Tolkien, poiché Aragorn a quel tempo aveva solo 10 anni e si trovava ancora a Gran Burrone con la madre e non nelle Terre Selvagge, ma non con la trama dei film, dove Aragorn ha più o meno 27 anni durante La battaglia delle cinque armate; questo è dovuto al fatto che, se nel film de Le due torri Aragorn afferma di avere 87 anni, e nella trilogia cinematografica de Il signore degli anelli la Guerra dell'Anello avviene mesi, non anni come nel libro, dopo il 111º compleanno di Bilbo, a sua volta avvenuto 60 anni dopo gli eventi della trilogia cinematografica de Lo hobbit, l'affermazione di Thranduil diventa coerente). Inoltre, nel film si racconta che sua moglie è morta molto tempo prima in battaglia ad Angmar (nel libro sua moglie non viene mai citata).
Nel film viene sottolineato il carattere freddo e fiero di Thranduil, che contrasta evidentemente con la gentilezza e la saggezza di Elrond: ciò è dovuto non solo alla rovina del Beleriand che aveva visto da giovane, ma anche dalla disfatta subita nella battaglia di Dagorlad dove perse suo padre e gran parte del suo esercito. Nel film, inoltre, Thranduil è stato ferito in battaglia da un drago che gli ha lasciato una profonda cicatrice che il re degli elfi maschera con la magia: è perciò che egli teme Smaug ed aveva anche messo (inutilmente) in guardia Thrór dal pericolo del drago. Nel libro Thranduil non viene detto avere tale cicatrice.

## Videogiochi
Thranduil è un personaggio eroe del gioco Il Signore degli Anelli: La battaglia per la Terra di Mezzo 2. Nella campagna del bene, Thranduil compare verso la fine, guidando il suo esercito di Elfi in soccorso dei Nani per sconfiggere le armate della Bocca di Sauron. Nel finale della campagna, Thranduil si unisce all'alleanza tra Nani ed Elfi nell'attacco definitivo alla fortezza di Dol Guldur. Le forze del bene distruggono la fortezza, eliminando l'ultima minaccia del nord della Terra di Mezzo. Nella campagna del male, invece, Thranduil soccombe per mano degli orchi durante l'attacco di questi ultimi a Bosco Atro, per ordine di Sauron.

## Curiosità
- Thranduil è in qualche modo imparentato con Thingol, anche se Tolkien (per lo meno non negli scritti finora pubblicati) non ha mai specificato secondo quale grado.[senza fonte]
- Nacque in un anno indefinito della Prima Era, e visse buona parte dei suoi primi anni nel Doriath; come molti altri Sindar di alta famiglia scampati alla distruzione del loro regno (e all'inabissamento dell'intera regione del Beleriand), andò ad Est e si ritrovò a dominare su elfi di altre stirpi.[16][17]
- Il Regno del Bosco Atro era governato dalla dinastia di Oropher, di origine Sindarin; tuttavia, la stragrande maggioranza della popolazione era costituita da Elfi Silvani, stirpe elfica nata dalla mescolanza di Nandor con elementi Avari di origine Nelyar (in particolare la tribù dei Penni).
- L'odio ed il risentimento di Thranduil nei confronti dei Nani risale a oltre seimila anni prima, ovvero all'episodio della Nauglamír: dopo che Beren ritornò vittorioso da Angband con un Silmaril, Thingol decise di farlo incastonare nella preziosa collana nanica, chiedendo così aiuto ai nani degli Ered Luin; purtroppo i nani s'invaghirono della gemma e pretesero che il Re gliela consegnasse; al suo rifiuto lo uccisero, ma vennero sterminati dagli elfi per vendetta. Poco dopo, un'imponente schiera di Nani invase il Doriath, ormai privo della Cintura di Melian, saccheggiando Menegroth e disperdendone la popolazione; Thranduil era presente durante quei fatti, e ne soffrì molto, nutrendo da allora un rancore profondo verso i Nani.
- All'inizio de Lo Hobbit - Un viaggio inaspettato e durante Lo Hobbit - La battaglia delle cinque armate Thranduil cavalca un enorme cervo simile al preistorico Megaloceros giganteus.